# Генри, Ленни
Сэр Ленуо́рт Джордж «Ле́нни» Ге́нри (англ. Lenworth George «Lenny» Henry; род. 29 августа 1958, Дадли) — британский актёр, сценарист, кинопродюсер.

## Биография
Ленуорт Джордж Генри (настоящее имя Ленни) родился 29 августа 1958 года в Дадли (графство Уэст-Мидлендс, Англия, Великобритания) в семье эмигрантов из Ямайки. У Ленни есть брат — сценарист Пол Генри.
Ленни окончил «St. John’s Primary School», «The Blue Coat School, Dudley» и «W.R. Tuson College».

## Карьера
Дебютировал в кино в 1975 году, сыграв роль в телесериале «Летнее шоу». В 2004 году озвучил засохшую голову в фильме «Гарри Поттер и узник Азкабана».
В 1981—2010 годах Ленни написал 14 сценариев к фильмам и телесериалам, также является продюсером и певцом.

## Личная жизнь
В 1984—2010 годах Ленни был женат на актрисе Дон Френч (род. 1957). У бывших супругов есть приёмная дочь — Билли Генри (род. 1991).

## Избранная фильмография
актёр
| Год  |    | Русское название               | Оригинальное название                     | Роль                          |
| ---- | -- | ------------------------------ | ----------------------------------------- | ----------------------------- |
| 1991 | ф  | Смена личности                 | True Identity                             | Майлс Поуп                    |
| 2004 | ф  | Гарри Поттер и узник Азкабана  | Harry Potter and the Prisoner of Azkaban  | засохшая голова (озвучивание) |
| 2012 | мф | Пираты! Банда неудачников      | The Pirates! Band of Misfits              | Культя Хастингс (озвучка)     |
| 2022 | с  | Властелин колец: Кольца власти | The Lord of the Rings: The Rings of Power | Садок Берроуз                 |